# Axel Munthe
Axel Martin Fredrik Munthe (Oskarshamn, Suécia, 31 de outubro de 1857 — Estocolmo, 11 de fevereiro de 1949) foi um médico, psiquiatra e escritor sueco. Sua obra mais famosa é The Story of San Michele ("O Livro de San Michele") publicada em 1929. Munthe também foi conhecido por sua natureza filantrópica e por advogar os direitos animais.
Estudou Medicina na Universidade de Uppsala, Montpellier e Paris, doutorando-se no ano de 1880. Embora sua tese tratasse da ginecologia e obstetrícia, Munthe fora fortemente impressionado pelo trabalho pioneiro sobre neurologia do professor Jean-Martin Charcot, chegando a assistir às suas aulas no Hospital Salpêtrière.
Praticou intensamente a medicina em Paris e Roma e, posteriormente, tornou-se médico da Família Real Sueca.

## Seleção de Obras
- Bref och skisser (1909)
- Red Cross and Iron Cross (1916)
- For Those Who Love Music (1918)
- O livro de San Michele - no original Boken om San Michele (1929)
- En gammal bok om människor och djur (1931)
- Homens e bichos - no original Memories and vagariés